# Honda Power Port
HPP dat staat voor Honda Power Port.
Dit is een powervalve van Honda-motorfietsen en de opvolger van ATAC voor de CR 250 crosser vanaf 1985.
HPP werkt met twee horizontaal geplaatste schuifjes in het uitlaatkanaal en wordt aangestuurd door centrifugaalgewichtjes op de krukas. In 1989 kwam HPP ook op de andere Honda crossers, maar werd in 1992 alweer vervangen door een verbeterde ATAC-versie.